# Into My Arms
Into My Arms è un singolo discografico del gruppo musicale australiano Nick Cave and the Bad Seeds, pubblicato nel 1997 ed estratto dall'album The Boatman's Call.

## Tracce
- CD Singolo (UK)

1. Into My Arms – 4:15
2. Little Empty Boat – 4:25
3. Right Now I'm A-Roaming – 4:21

- 7" Singolo (UK)

1. Into My Arms – 4:15
2. Little Empty Boat – 4:25

## Video
Il videoclip della canzone è stato diretto da Jonathan Glazer.